# Ziekte van Osgood-Schlatter
De ziekte van Osgood-Schlatter is een ziekte waarbij er pijn optreedt op de plaats van de aanhechting van de kniepees aan het scheenbeen. Hierbij ontstaat er een zeer gevoelige bobbel op het scheenbeen net onder de knie. De ziekte is voor het eerst beschreven door de Amerikaanse chirurg Robert Osgood en de Zwitserse chirurg Carl Schlatter, onafhankelijk van elkaar in 1903.

## Symptomen
De ziekte komt vooral voor bij jongens tussen de 10 en 16 jaar. Bij meisjes komt het iets minder voor, dan echter vaak iets eerder: tussen 8 en 14-jarige leeftijd. De aandoening ontstaat tijdens de groeispurt, wanneer de pezen minder snel groeien. Er ontstaat een zichtbare bult onder de knie, die gevoelig is en warm aanvoelt. Klachten ontstaan vooral na sportactiviteiten waarin veel gerend, gesprongen of geknield wordt. Er ontstaan grote krachten op de kniepees en de bult doet pijn. De aanhechting van de kniepees op het scheenbeen raakt geïrriteerd en ontstoken en vaak vormt zich na enige maanden op die plaats wat meer botweefsel dan normaal.

## Genezing
Osgood-Schlatter gaat in principe vanzelf over. Huisartsen of orthopeden adviseren meestal om een periode weinig aan sport te doen om zo de knie wat rust te gunnen, en na sportactiviteiten de knie af te koelen met ijs. De klachten zullen verdwijnen na enkele maanden tot enkele jaren. De bult onder de knie zal blijven, al wordt hier later normaliter geen directe hinder meer van ondervonden, behalve wanneer de patiënt op die knie zit: dan voelt deze die bult nog en dat kan pijnlijk zijn.
Er bestaat een nieuwe techniek, waarbij de letsels gedurende een maand in sessies van 5 minuten à rato van een 3-tal sessies per week worden behandeld met laserstralen. Een van de knieën wordt in het gips gelegd, vooral om de patiënt tot rust te dwingen. Na de behandeling volgt een maand revalidatie.

## Oorzaak
De tuberositas tibiae, de benige knobbel onder de knie bestaat uit kraakbeen bij meisjes onder de 11 en jongens onder de 13. Het secundaire centrum van verbening, ook wel apofyse genoemd, ontstaat bij meisjes tussen de 8 en 12 jaar en bij jongens tussen de 9 en 20 jaar. De gebruikelijke theorie is dat door trekkracht (tractie) aan dit verbeningspunt (ossificatiepunt) er micro-letseltjes ontstaan of ontsteking van de pezen, waardoor de klachten van Osgood-Schlatter ontstaan.